# Staatsanwalt Jordan (1926)
Staatsanwalt Jordan ist ein deutsches Stummfilm-Gesellschaftsdrama aus dem Jahre 1926 von Karl Gerhardt mit Hans Mierendorff in der Titelrolle. Die weibliche Hauptrolle spielt Mary Johnson. Die Geschichte basiert auf dem gleichnamigen Roman von Hans Land.

## Handlung
Staatsanwalt Jordan gilt als strenger, bisweilen unnachgiebig harter Vertreter der gesetzlichen Anklage. Auch im Falle der Frau Hecker, die der Kuppelei angeklagt wird, will er keine Ausnahme machen. Die alte Frau lebt mit ihrem kriegsinvaliden Mann Conrad und beider Tochter Hertha in einem schlichten Mietshaus, wo man sich als Portier ein kleines Zubrot dazuverdient. Die Anzeige gegen die Alte hatte ein heimtückischer Untermieter, der Gastwirt Koch, ins Rollen gebracht, eine ziemlich miese Type. Er behauptete widerrechtlich, Frau Hecker ließe ihre Tochter anschaffen. Dank Jordans verbissenem Einsatz wird Frau Hecker zu einem Jahr Gefängnis verurteilt, das sie in einem Zuchthaus absitzen muss. Tochter Hertha ist darüber derart beschämt, dass sie sich daraufhin von ihrem Liebsten, den Maler Fritz Emmerich, trennt und tatsächlich als Prostituierte zu arbeiten beginnt …
Staatsanwalt Jordan findet von diesem Zeitpunkt an keine innere Ruhe mehr. Die vom seelischen Leid gezeichneten, flehenden Augen Herthas verfolgen ihn im Geiste Tag und Nacht. Um die Gespenster seiner Hartherzigkeit loszuwerden, besucht Jordan den verkrüppelten Vater daheim in dessen armseliger Behausung. Er will auch wissen, in welchem Umfeld Hertha lebt. Tief in ihm erwacht das Verlangen, Vater und Tochter, die die Folgen seines Plädoyers und des darauf fußenden Urteils auszubaden haben, zu helfen. Die Wiederbegegnung von Jordan und Hertha führt dazu, dass der Anklagevertreter sich allmählich in das junge Mädchen verliebt. Als Dirne de luxe ersinnt sie einen Racheplan: Hertha will Jordan alles nehmen, was ihm lieb und teuer ist. Jordan ist bald vollkommen in ihre Bann gezogen und schlägt ihr eines Tages vor, alles hinter sich zu lassen und mit ihm durchzubrennen. In diesem Moment höchster Selbsterniedrigung präsentiert Hertha Hecker hohnlachend Jordan ihren Verlobten, den zu ihr zurückgekehrten Maler. Als der Ankläger erkennt, wie tief er gesunken ist, sieht er nur noch eine Möglichkeit der Ehrenrettung: Er erschießt sich.

## Produktionsnotizen
Staatsanwalt Jordan entstand von Juli bis September 1926 in den May-Film-Ateliers von Berlin-Weißensee, passierte die Zensur am 15. Oktober desselben Jahres und wurde am 2. Dezember 1926 in Berlins Marmorhaus uraufgeführt. Der mit Jugendverbot belegte Sechsakter besaß eine Länge von 2146 Meter.
Erich Zander und Ernst Schütte gestalteten die Filmbauten. Viktor Eisenbach war einer von zwei Aufnahmeleitern.

## Kritiken
Das Kino-Journal resümierte: „Die stark dramatische Handlung mit feiner Durcharbeitung der inneren Details ist äußerst wirkungsvoll und Mierendorf bietet eine Meisterleistung.“
Die Salzburger Chronik befand: „Den Staatsanwalt gibt Hans Mierendorf mit einer erschütternden Mimik, während Mary Johnson das Mädchen, das durch sein Urteil vernichtend getroffen, dann seine Leidenschaft erweckt, in glänzender Weise zur Darstellung bringt. Ein nach dem Roman von Hans Land sehr wirksam gestellter Film …“
Die Rote Fahne fand, Hans Mierendorff habe die Titelfigur „etwas kühl gespielt“ und schreibt weiter: „Die Handlung ist nicht straff gestaltet, die Nebenfiguren ohne Leben. Das Ganze ist Roman, nicht Film.“